# Zbieżność kół

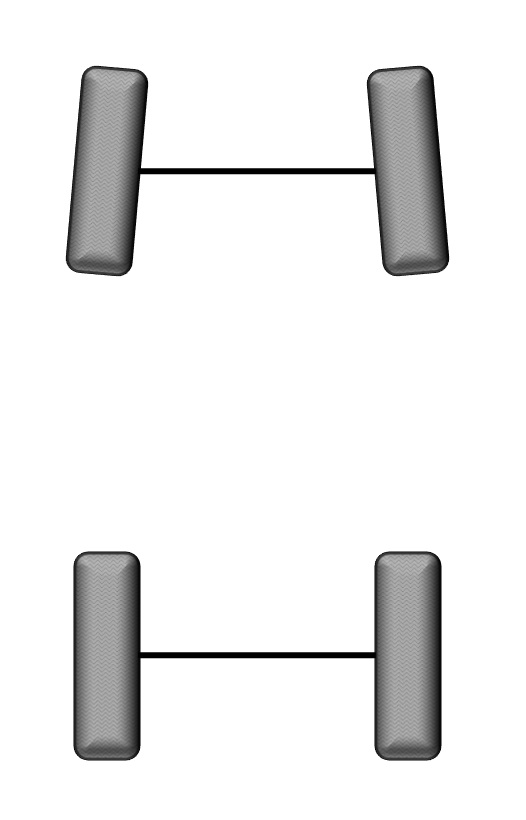
U góry koła zbieżne, na dole równoległe (widok z góry pojazdu).

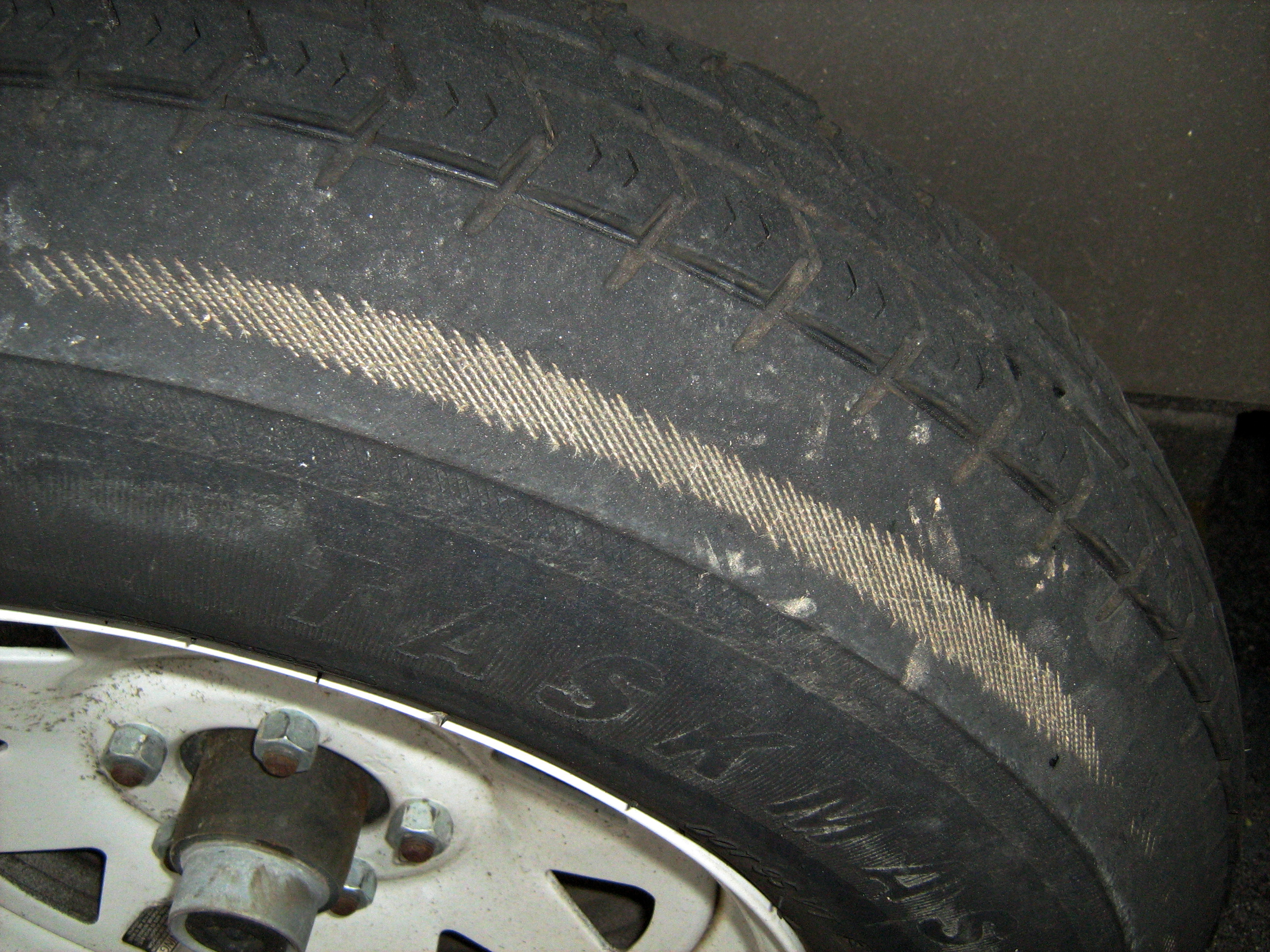
Zniszczenie opony, gdy oś obrotu nie jest prostopadła do kierunku ruchu.

Zbieżność kół – ustawienie kół pojazdu na jednej osi, przy którym odległość między ich obręczami z przodu jest mniejsza niż z tyłu. Sytuację odwrotną tj. gdy odległość z przodu jest większa niż z tyłu obręczy, nazywa się rozbieżnością kół.
Zbieżnością kół nazywa się także wielkość określającą ich odchylenie od równoległości. Zbieżność kół mierzy się w milimetrach na krawędzi obręczy na wysokości ich obrotu przy ustawieniu kół do jazdy na wprost.
Podczas jazdy samochodem siły działające w układzie mocowania kół zmieniają ich zbieżność. Koła nienapędzane mają tendencję do zmniejszenia zbieżności, napędzane do zwiększenia. Zbieżność występująca w czasie postoju pojazdu ma zapewnić równoległość kół podczas typowej jazdy samochodem. Mocowane kół do wspólnej osi (mostu) zapewnia ich równoległość. 
Niepoprawna zbieżność sprawia, że oś obrotu koła nie jest prostopadła do kierunku ruchu samochodu. Opony na tak ustawionej osi nie toczą się w ich osi obrotu, w wyniku czego przenoszą siły boczne podobnie jak na zakręcie. Zjawisko to powoduje zwiększone zużycie opony szczególnie z jednej strony (pomimo poprawnego ustawienia pochylenia), wzrost oporów toczenia, a przez to zużycie paliwa oraz zmniejszenie przyczepności opony. W przypadku bardzo dużych odchyleń od poprawnej zbieżności lub występowania luzów w zawieszeniu zmieniających zbieżność w trakcie jazdy może dochodzić do nieprawidłowego zachowania się pojazdu nawet przy niewielkich skrętach, zmianie siły napędu na kołach napędzanych, co skutkować może zmianie kierunku podczas jazdy pomimo utrzymywania stałego położenia kierownicy.